# Огівара Норіко
Норіко Огівара (яп. 荻原規子, Огівара Норіко; нар. 1959, Токіо) — японська письменниця фентезі.

## Біографія
Норіко Огівара народився в 1959 році у Токіо. У дитинстві, прочитавши «Хроніки Нарнії» Клайва Льюїса, вона вирішила стати письменником-фантастом.
Її перша книга «Блакитний нефрит» (空色勾玉, Sorairo Magatama) виграла кілька нагород за дитячу літературу і була перекладена англійською Кеті Хірано, як «Dragon Sword and Wind Child» (Меч дракона і Дитя вітру). Наступні два роману «Лебедина дивна легенда» (白鳥異伝, Hakuchou Iden) і «Рожева німфа» (薄紅天女, Usubeni Tennyo ), були продовженням «Блакитного нефриту» та опубліковані лише японською. Ці три книги разом складають серію «Нефритова трилогія».
Інша її робота «Добра відьма із Заходу» (西の善き魔女, Nishi no Yoki Majo), поєднує у собі жанри вестерн та фентезі. Це серія з восьми книг. На основі цього циклу випущено серію манга-адаптацій авторства Харухіко Момокава, що випускалася в журналі Comic Blade. На основі твору також зняли аніме-серіал під назвою «Добра відьма із Заходу: Заповіт Астраї», що випускався в Японії у 2006 році.
Її серія романів фентезі «Дівчина з Червоної книги» (レッドデータガール, Reddo Dēta Gāru), яка була вперше опублікована в 2008 році, складається з шести книг. На основі серії також відзняли аніме-серіал.